# Sa giông Đại Dương
The Dayang Newt (Cynops orphicus) là một loài kỳ giông thuộc họ Salamandridae.
Loài này chỉ có ở Trung Quốc.
Môi trường sống tự nhiên của chúng là rừng ẩm vùng đất thấp nhiệt đới hoặc cận nhiệt đới, vùng núi ẩm nhiệt đới hoặc cận nhiệt đới, sông ngòi, hồ nước ngọt, đầm nước ngọt, vườn nông thôn, rừng thoái hóa nghiêm trọng, và ao.
Chúng hiện đang bị đe dọa vì mất môi trường sống.